# 塞拉隆格
塞拉隆格（法語：Serralongue，法語發音：[sɛʁalɔ̃ɡ] ⓘ）是法国东比利牛斯省的一个市镇，位于该省南部，属于塞雷区。

## 地理
塞拉隆格（42°23'51"N, 2°33'20"E）面积23.04 平方千米，位于法国奧克西塔尼大區东比利牛斯省，该省份为法国大陆部分最南部的省份，涵盖了北加泰罗尼亚，北起奥德省，西接阿列日省和安道尔，南与西班牙接壤，东临地中海。
与塞拉隆格接壤的市镇（或旧市镇、城区）包括：阿尔瓦尼亚、圣洛朗德塞尔当、库斯图日、拉马内尔、勒泰克、普拉茨德莫约-拉普雷斯特。
塞拉隆格的时区为UTC+01:00、UTC+02:00（夏令时）。

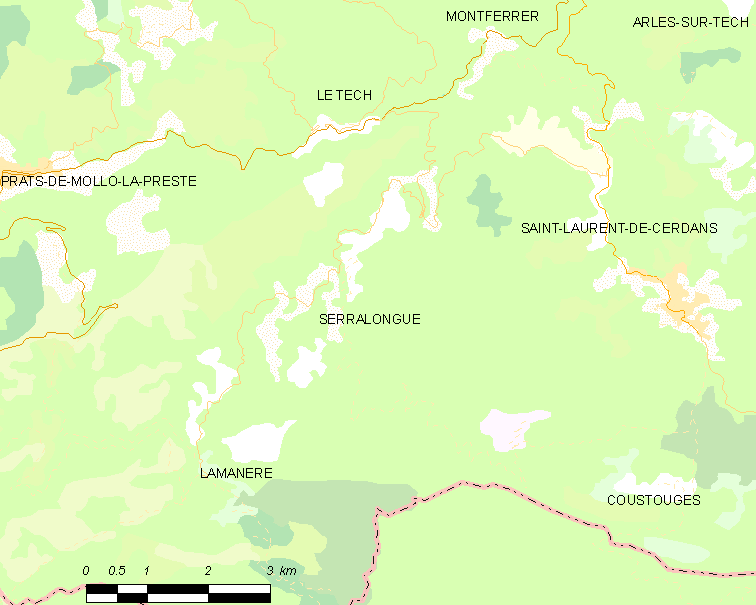
塞拉隆格的OSM定位图

## 行政
塞拉隆格的邮政编码为66230，INSEE市镇编码为66194。

## 政治
塞拉隆格所属的省级选区为勒卡尼古县。

## 人口

1962-2008年间塞拉隆格人口变化图示

塞拉隆格于2022年1月1日时的人口数量为243人。